# Ludwig Tremmel
Ludwig Tremmel (* 24. Mai 1875 in Wien; † 1. Dezember 1946 ebenda) war ein österreichischer Architekt.

## Leben
Tremmel besuchte die Staatsgewerbeschule in Wien und von 1895 bis 1898 die Akademie der bildenden Künste Wien. Er war auch Schüler von Victor Luntz. 1904 bis 1907 war er bei der Niederösterreichischen Statthalterei als Architekt angestellt und errichtete in dieser Zeit einige Großbauten. Dann ging er nach Pilsen in Böhmen, wo er bis zum Ende der Monarchie 1918 Lehrer an der Staatsgewerbeschule war sowie Chefarchitekt der Škoda-Werke. Nach der Rückkehr nach Wien lehrte er 1919 bis 1939 an der technisch-gewerblichen Bundeslehranstalt und war außerdem als freier Architekt tätig, unter anderem für die Gemeinde Wien. Er wurde am Wiener Zentralfriedhof bestattet. Das Grab ist bereits aufgelassen.

## Bedeutung
Ludwig Tremmel war an der Akademie ein Lehrer von Victor Luntz gewesen, der traditionsverbunden ausgerichtet und somit ein Gegner der Reformbestrebungen Otto Wagners war. Dementsprechend waren auch Tremmels frühe Bauten späthistoristisch und neobarock. Auch noch in der Pilsener Zeit baute Tremmel dekorativ und selbst die Industriebauten besaßen einen repräsentativen Charakter mit historisierenden Tendenzen. Erst nach dem Ersten Weltkrieg passte sich Tremmel allmählich der Moderne an, wobei aber weiterhin seine Wohnbauten expressionistische und dekorative Züge trugen.

## Werke
| Foto |                 | Baujahr   | Name                                                                                               | Standort                                                               | Beschreibung                                                                   | Metadaten                                                                             |
| ---- | --------------- | --------- | -------------------------------------------------------------------------------------------------- | ---------------------------------------------------------------------- | ------------------------------------------------------------------------------ | ------------------------------------------------------------------------------------- |
| BW   | Datei hochladen | 1904      | Generaldirektion der Tabakregie                                                                    | Wien 9, Porzellangasse 51 Standort                                     | Anmerkung: Entwurf Emil v. Förster, Mitarbeit, Zustand später verändert        | P84(Architekt):Emil von Förster, Ludwig Tremmel P131(Ort):Wien Region-ISO:AT-9        |
| ja   | Datei hochladen | 1905–1908 | Hygiene-Universitätsinstitut HERIS-ID: 14509 Objekt-ID: 10746                                      | Wien 9, Kinderspitalgasse 15 Standort                                  | Anmerkung: mit Arthur Falkenau, Ausführung Sylvester Tomsa                     | P84(Architekt): P131(Ort):Alsergrund Region-ISO:AT-9                                  |
| ja   | Datei hochladen | 1907      | Miethäuser                                                                                         | Wien 12, Schönbrunner Schloßstraße 43 Standort                         | Anmerkung: mit Jaroslav Bublik                                                 | P84(Architekt): P131(Ort):                                                            |
| ja   | Datei hochladen | 1907      | Miethäuser                                                                                         | Wien 12, Schönbrunner Schloßstraße 44 Standort                         | Anmerkung: mit Jaroslav Bublik                                                 | P84(Architekt): P131(Ort):                                                            |
| BW   | Datei hochladen | 1909      | Volksschule in Waidhofen an der Thaya                                                              | Gymnasiumstraße 6 Standort                                             |                                                                                | P84(Architekt): P131(Ort):                                                            |
| ja   | Datei hochladen | 1910      | Orthopädisches Sanatorium Wien 13 HERIS-ID: 77777 Objekt-ID: 91409                                 | Speisinger Straße 109 Standort                                         | → Hauptartikel : Orthopädisches Spital Speising f1                             | P84(Architekt): P131(Ort):Wien Region-ISO:AT-9                                        |
|      | Datei hochladen | 1910      | Elektrizitätswerk Budweis                                                                          | Böhmen / Ceske Budejovice, CZ                                          | Anmerkung:                                                                     | P84(Architekt): P131(Ort):                                                            |
| ja   | Datei hochladen | 1910–1911 | Wohnhaus Václav Friš · Wikidata                                                                    | Hálkova 1237/52, Pilsen/Plzen, Tschechien Standort                     | Anmerkung:                                                                     | P84(Architekt):Ludwig Tremmel P131(Ort):Pilsen Region-ISO:CZ-32                       |
| BW   | Datei hochladen | 1912      | Baťa Department Store · Wikidata                                                                   | Zbrojnická 111/3, Pilsen/Plzen, Tschechien Standort                    | Anmerkung: mit Václav Sekyra                                                   | P84(Architekt):Ludwig Tremmel P131(Ort):Vnitřní Město Region-ISO:CZ-32                |
| BW   | Datei hochladen | 1912      | Kaufhaus Vesecký                                                                                   | Františkánská 127/8, Pilsen/Plzen, Tschechien Standort                 | Anmerkung: mit Erwin Katona                                                    | P84(Architekt): P131(Ort):                                                            |
| BW   | Datei hochladen | 1912–1913 | Wohnhaus Adolf Elkán                                                                               | náměstí T. G. Masaryka 418/25, Pilsen/Plzen, Tschechien Standort       | Anmerkung:                                                                     | P84(Architekt): P131(Ort):                                                            |
| BW   | Datei hochladen | 1912–1913 | Wohnhaus František Plzák                                                                           | V Bezovce 1520/20, Pilsen/Plzen, Tschechien Standort                   | Anmerkung:                                                                     | P84(Architekt): P131(Ort):                                                            |
| ja   | Datei hochladen | 1912–1913 | Geschäftshaus der Anglo-Österr. Bank in Pilsen und Wohnhaus Adolf Bayer · Wikidata                 | Bedřicha Smetany 158, 159 / 11, 13, Bezručova 158/17, Plzen Standort   | Anmerkung: Heute Bibliothek                                                    | P84(Architekt): P131(Ort):Pilsen Region-ISO:CZ-32                                     |
| ja   | Datei hochladen | 1913      | Geschäftshaus der Anglo-Österr. Bank in Budweis · Wikidata                                         | Lannova č.p. 1/1, Budweis Standort                                     | Anmerkung: heute Gebäude der Tschechischen Nationalbank                        | P84(Architekt): P131(Ort):České Budějovice 6 Region-ISO:CZ-31                         |
|      | Datei hochladen | 1912–1913 | Geschäftshäuser der Anglo-Österr. Bank                                                             | Böhmen / Plzen, CZ, u. Wr. Neustadt, NÖ                                | mehrere Objekte                                                                | P84(Architekt): P131(Ort):                                                            |
| ja   | Datei hochladen | 1913      | Umbau des Hotels Krantz                                                                            | Wien 1, Neuer Markt 5 Standort                                         | Anmerkung: 1897 errichtet durch Kupka und Orglmeister. Heute Hotel Ambassador. | P84(Architekt): P131(Ort):                                                            |
|      | Datei hochladen | 1913      | Umbau des Hotels Continental                                                                       | Wien 2, Praterstraße 7                                                 | zerstört                                                                       | P84(Architekt): P131(Ort):                                                            |
| ja   | Datei hochladen | 1913      | Kanonenfabrik in Győr/Raab                                                                         | Győr, Kandó Kálmán utca 13 Standort                                    |                                                                                | P84(Architekt): P131(Ort):                                                            |
|      | Datei hochladen | 1914      | Kriegerheilstätte für das deutsche Fürsorgeamt                                                     | Pilsen, Böhmen / Plzen, CZ                                             |                                                                                | P84(Architekt): P131(Ort):                                                            |
| ja   | Datei hochladen | 1914–1917 | diverse Bauten der Skodawerke in Jungbunzlau · Wikidata                                            | Böhmen / Mlada Boleslav, CZ Standort                                   | → Hauptartikel : Škoda Muzeum f1                                               | P84(Architekt): P131(Ort):Mladá Boleslav Region-ISO:CZ-20                             |
| ja   | Datei hochladen | 1914–1919 | Verwaltungsgebäude der Pilsener Brauerei · Wikidata                                                | U Prazdroje 2496/7, Pilsen/Plzen, Tschechien Standort                  | Anmerkung:                                                                     | P84(Architekt): P131(Ort):                                                            |
| BW   | Datei hochladen | 1914–1922 | Deutsche Staatsgewerbeschule                                                                       | Majerova 1615/1, Pilsen/Plzen, Tschechien Standort                     | Anmerkung: mit Rudolf Černý                                                    | P84(Architekt): P131(Ort):                                                            |
| ja   | Datei hochladen | 1916      | Umbau Schloß Zinkau · Wikidata                                                                     | Böhmen, für Baron Skoda Standort                                       | → Hauptartikel : Schloss Žinkovy f1                                            | P84(Architekt): P131(Ort):Q56416077 Region-ISO:CZ-32                                  |
| BW   | Datei hochladen | 1916      | Anlage der Vereinigten Maschinenfabriken AG                                                        | Zborovská 571/22a, Pilsen/Plzen, Tschechien Standort                   | Anmerkung:                                                                     | P84(Architekt): P131(Ort):                                                            |
| BW   | Datei hochladen | 1916–1919 | Maschinenfabrik und Blechwerkstatt der Vereinigten Maschinenfabrik                                 | Zborovská 571/22a, Pilsen/Plzen, Tschechien Standort                   | Anmerkung:                                                                     | P84(Architekt): P131(Ort):                                                            |
| ja   | Datei hochladen | 1917–1918 | ASAP Kantine, Lager, Autowerkstatt · Wikidata                                                      | U Planetária 2968/2, Pilsen/Plzen, Tschechien Standort                 | Anmerkung:                                                                     | P84(Architekt): P131(Ort):Pilsen Region-ISO:CZ-32                                     |
| BW   | Datei hochladen | 1917–1918 | Škoda Testwerk                                                                                     | Tylova 1581/46, Pilsen/Plzen, Tschechien Standort                      | Anmerkung:                                                                     | P84(Architekt): P131(Ort):                                                            |
| BW   | Datei hochladen | 1919      | Elektrotechnische Fabrik der Vereinigten Maschinenfabrik                                           | Zborovská 54/22, Pilsen/Plzen, Tschechien Standort                     | Anmerkung:                                                                     | P84(Architekt): P131(Ort):                                                            |
|      | Datei hochladen | 1919      | Materiallager der Vereinigten Maschinenwerke                                                       | Průmyslová 610/2a, Pilsen/Plzen, Tschechien Standort                   | zerstört Anmerkung: 2018 zerstört                                              | P84(Architekt): P131(Ort):                                                            |
|      | Datei hochladen | 1923      | Angestelltensiedlung der Tauernbahn                                                                | Mallnitz, Kärnten                                                      |                                                                                | P84(Architekt): P131(Ort):                                                            |
| ja   | Datei hochladen | 1924–1926 | Wohnanlage der Gemeinde Wien Schüttau-Hof HERIS-ID: 49217 Objekt-ID: 52856 Wiener Wohnen: 245      | Wien 22, Am Kaisermühlendamm 55–61 / Schiffmühlenstraße 58–64 Standort | Anmerkung: mit Alfred Rodler u. Alfred Stutterheim                             | P84(Architekt): P131(Ort):Donaustadt Region-ISO:AT-9                                  |
| ja   | Datei hochladen | 1928      | Arbeiterwohnhausanlage der Tabakregie HERIS-ID: 16976 Objekt-ID: 13244                             | Krems, NÖ Standort                                                     |                                                                                | P84(Architekt):Ludwig Tremmel P131(Ort):Krems Region-ISO:AT-3                         |
| ja   | Datei hochladen | 1930      | Portal der Schutzengel-Apotheke HERIS-ID: 28035 Objekt-ID: 24586                                   | Wien 4, Favoritenstraße 11 Standort                                    |                                                                                | P84(Architekt): P131(Ort):Wieden Region-ISO:AT-9                                      |
| ja   | Datei hochladen | 1930–1931 | Wohnanlage und Bürogebäude der Angestelltenpensionsanstalt HERIS-ID: 10385 Objekt-ID: 6439         | Wien 5, Gassergasse 2–8 / Blechturmgasse Standort                      | Anmerkung: mit Karl Limbach                                                    | P84(Architekt):Karl Otto Limbach, Ludwig Tremmel P131(Ort):Margareten Region-ISO:AT-9 |
| ja   | Datei hochladen | 1931      | Wohnanlage der Gemeinde Wien Sigmund-Freud-Hof HERIS-ID: 14760 Objekt-ID: 10998 Wiener Wohnen: 111 | Wien 9, Nordbergstraße 14–16 / Wasserburggasse 1 Standort              | Anmerkung: mit Franz von Krauß und Josef Tölk                                  | P84(Architekt): P131(Ort):Alsergrund Region-ISO:AT-9                                  |
| ja   | Datei hochladen | 1933–1936 | Umbau und Fassade der Kapuzinerkirche HERIS-ID: 64475 Objekt-ID: 77198                             | Wien 1, Tegethoffstraße 2 Standort                                     | Anmerkung: mit Otto Wytrlik                                                    | P84(Architekt): P131(Ort):Innere Stadt Region-ISO:AT-9                                |